# 孙庙乡 (息县)
孙庙乡，是中华人民共和国河南省信阳市息县下辖的一个乡镇级行政单位。

## 行政区划
孙庙乡下辖以下地区：
孙庙村、段庄村、范楼村、方庄村、付寨村、甘塘村、何营村、李庙村、龙庙村、顺河村、月儿湾村、赵店村和周围孜村。